# フランク・セデニョ
フランク・セデニョ（Frank Cedeno、1958年3月16日 - ）は、フィリピンのプロボクサー。セブ州出身。身長161cm。元WBC世界フライ級王者。

## 来歴
1976年11月20日、フィリピンでプロデビュー。
1980年3月29日、23戦目でフィリピンフライ級王座を獲得した。
1982年6月27日、34戦目でOPBF東洋太平洋フライ級王者楊弘洙に挑戦するも、12回判定負けで王座獲得ならず。
1983年9月27日、40戦目で世界初挑戦。WBC世界フライ級王者チャーリー・マグリに挑戦し、6回TKO勝ちで世界王座を獲得した。
1984年1月18日、初防衛戦で小林光二と対戦。計4度のダウンを奪われた末の2回KO負けで王座から陥落した。
1987年3月20日、1階級上のWBC世界ジュニアバンタム級王者ヒルベルト・ローマンに挑戦し、12回判定負けで2階級制覇ならず。
1988年3月27日の試合を最後に引退した。

## 獲得タイトル
- WBC世界フライ級王座（防衛0度）